# December Song (I Dreamed of Christmas)
«December Song (I Dreamed of Christmas)» es un sencillo navideño lanzado por George Michael el 25 de diciembre de 2008. El tema fue anunciado originalmente en una de las últimas fechas del 25 Live Tour de George Michael. La pista estaba disponible de forma gratuita en la página oficial de George Michael el 25 de diciembre y 26 de diciembre de 2008.
La canción fue escrita por George Michael y más adelante por su compañero guionista David Austin.
Durante el show de Gerry Ryan, el 19 de diciembre, David Austin confirmó que la canción había sido escrita originalmente con las Spice Girls. Después de unos plazos fallidos, la canción iba a ser dada a Michael Bublé, pero George Michael decidió tomarla para sí.
La canción tiene un sampleo de la grabación de Frank Sinatra "Christmas Waltz".
George Michael toco la canción en vivo en vivo el 13 de diciembre para la final del The X Factor 2009.  Un día después de la actuación, las copias físicas de la canción se agotaron en un día, obligando a la disquera de George Michael registrarlo para imprimir nuevas copias. Muchos fanes han comentado en los foros su molestia por no poder comprar una copia física del sencillo posiblemente también hicieron que la canción fuera a esta en una lista baja a su verdadero potencial. La canción debutó en el # 14 en el UK Singles Chart el 21 de diciembre de 2009.

## Video musical
El video musical animado para el sencillo fue lanzado y no incluye a Michael debido a los horarios ocupados. Es el segundo video musical animado, a fin de incluir una canción de George Michael. El primer video musical animado fue Shoot the Dog.

## Formatos
Descarga digital
1. "December Song (I Dreamed of Christmas)" – 3:37

CD Single
1. "December Song (I Dreamed Of Christmas)"
2. "Jingle (A Musical Interlewd)"
3. "Edith & The King Pin (Live at Abbey Road )"
4. "Praying For Time (Live at Abbey Road )"

## Listas
| Lista (2009)                 | Mejor posición |
| ---------------------------- | -------------- |
| Lista de sencillos austriaca | 63             |
| UK Singles Chart             | 14             |
| Lista de sencillos irlandesa | 40             |
| Italia                       | 21             |